# Bassin du Gange
Le bassin du Gange fait partie du Bassin Gange-Brahmapoutre-Meghna qui draine 1 086 000 kilomètres carrés au Tibet, au Népal, en Inde et au Bangladesh. Au nord, l'Himalaya ou le parallèle inférieur s'étend au-delà de la division Gange-Brahmapoutre. À l'ouest le bassin du Gange borde le bassin de l'Indus puis la crête d'Aravalli . Les limites sud sont les Vindhyas et le plateau de Chota Nâgpur. À l'est, le Gange se confond avec le Brahmapoutre à travers un système complexe de distributaires communs dans le golfe du Bengale. Son bassin se situe dans les états de l'Uttar Pradesh (294 364 km2), Madhya Pradesh (198 962 km2), Bihar (143 961 km2), Rajasthan (112 490 km2), Bengale occidental (71 485 km2), Haryana (34 341 km2), Himachal Pradesh (4 317 km2), Delhi, Arunachal Pradesh (1 484 km2), l'ensemble du Bangladesh, du Népal et du Bhoutan. Plusieurs affluents s'élèvent à l'intérieur du Tibet avant de couler vers le sud à travers le Népal. Le bassin a une population de plus de 500 millions d'habitants, ce qui en fait le bassin fluvial le plus peuplé du monde.

## Description
Le bassin comprend les vallées semi-arides protégées de la pluie au nord de l'Himalaya, les montagnes densément boisées au sud des plus hautes chaînes, les contreforts broussailleux de Shiwalik et les fertiles plaines indo-gangétiques. Les hauts plateaux du centre au sud de la plaine gangétique ont des plateaux, des collines et des montagnes entrecoupés de vallées et de plaines fluviales. Les types de sol importants trouvés dans le bassin sont le sable, le loam, l'argile et leurs combinaisons telles que le loam sableux, l'argile silteuse, etc.
Le potentiel annuel d'eau de surface du bassin a été évalué à 525 km3 en Inde, dont 250 km3 de l'eau utilisable. Il y a environ 580 000 km2 de terres arables; 29,5% de la superficie cultivable de l'Inde.
Les problèmes liés à l'eau du bassin sont dus à la fois à des débits élevés et faibles. En Inde, les États de l'Uttrakhand, de l'Uttar Pradesh, du Bihar et du Bengale occidental sont touchés par les inondations. Le Bangladesh — au confluent du Brahmapoutre et du Gange — souffre de graves inondations presque chaque année. Les affluents du nord du Gange tels que Kosi, Gandak et Mahananda sont les plus sujets aux inondations, mais les affluents du sud y contribuent également. Les faibles débits sont causés par la rareté des précipitations en dehors de la mousson d'été, et parfois par le défaut de mousson du moins dans son ampleur normale. Le Gange est rejoint par le Kosi, le Ghaghra, Gandak depuis l'Himalaya et par le Chambal, Betwa, le Son de la région péninsulaire.
Culture et Gange : Le Gange est un symbole de foi, d'espoir, de culture et de santé, ainsi qu'une source de revenus pour des millions de personnes depuis des temps immémoriaux. Il est le centre de la tradition sociale et religieuse dans le sous-continent indien et particulièrement sacrée dans l'hindouisme. La foi et le respect très particuliers pour le Gange en Inde sont aussi vieux que la culture indienne elle-même. Ceux-ci sont amplement reflétées dans des écritures indiennes anciennes telles que: Veda, Purana, Mahabharata, Ramayana et plusieurs autres. Le respect du Gange fait partie de l'identité indienne et est le symbole même de la culture indienne. L'histoire du Gange dans le développement de la culture et des civilisations est appréciée à travers la promotion de la culture autochtone dans son bassin, le déplacement de la civilisation du bassin Indus-Sarasvati dans son giron et la promotion de l'intégration des cultures pour développer la civilisation indienne.